# Partnerlook
Der Begriff Partnerlook beschreibt, dass Paare bzw. zwei verschiedene Personen Kleidungsstücke gleicher Farbe und Form tragen. Es handelt sich bei diesem nur im Deutschen verwendeten Wort um einen Scheinanglizismus. Das korrekte Pendant im Englischen lautet dementsprechend matching dress.

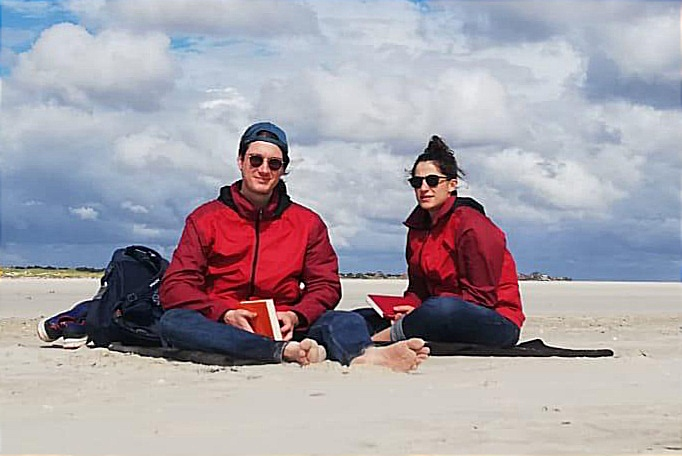
Heterosexuelles Paar im Partnerlook

## Anlässe
Der Partnerlook wird typischerweise gewählt, um eine angenommene Verbundenheit zweier Menschen nach außen sichtbar zu machen. Neben Zwillingspaaren, die so vor allem im Kindesalter gekennzeichnet werden, lassen sich Freundschaften oder Liebesbeziehungen auf diese Weise visualisieren.

## Gesellschaftliche Wahrnehmung
Auf Außenstehende kann die nach außen getragene Übereinstimmung in der Garderobenwahl aufgrund des Verzichts auf Individualität befremdlich wirken; für die den Partnerlook wählenden Personen kann dieser allerdings ein Zeichen enger Zugehörigkeit darstellen.

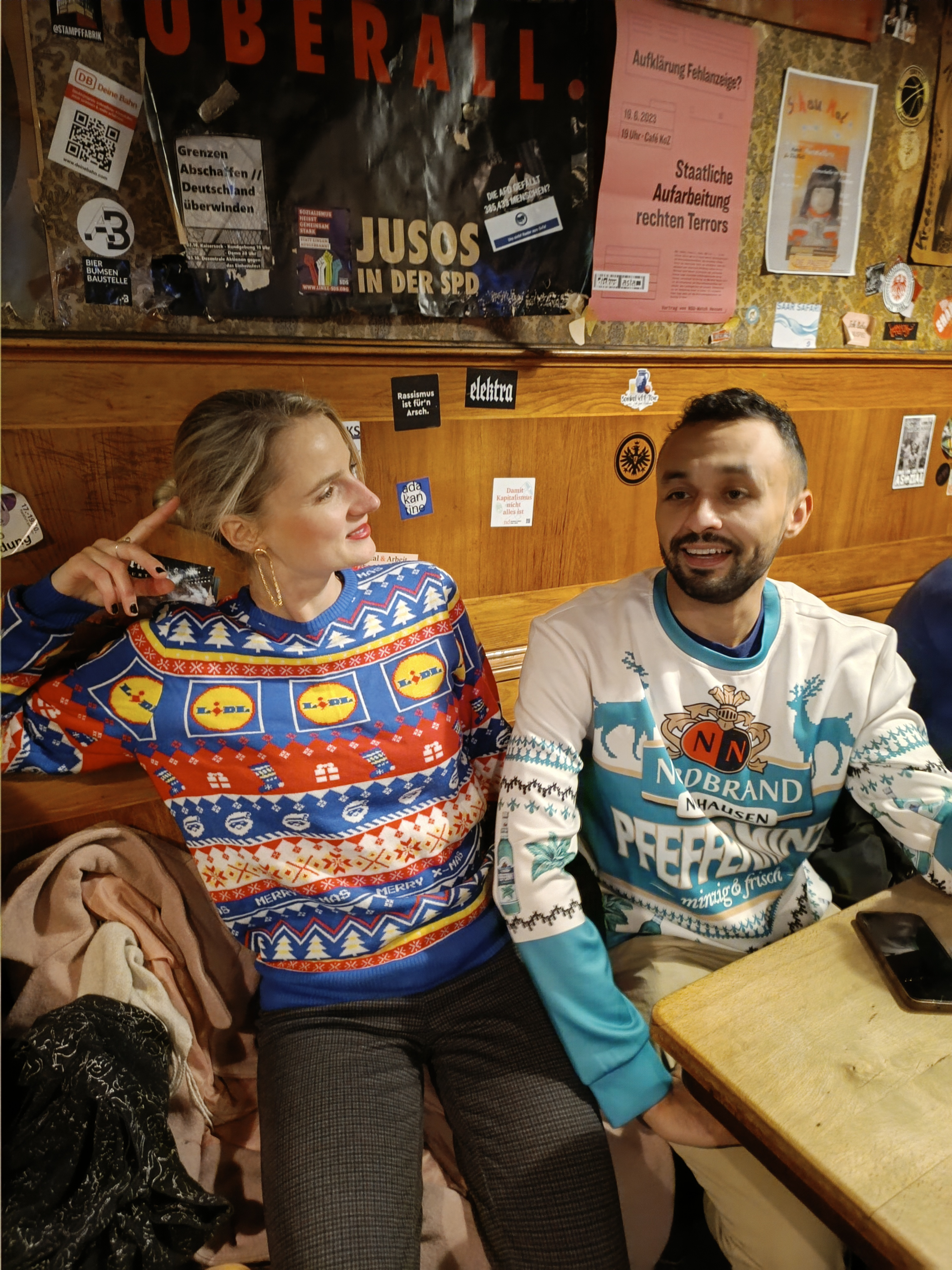
Nicht identischer, sondern konzeptioneller Partnerlook kann persönliche Verbundenheit sowie popkulturelles Gleichgesinntsein zum Ausdruck bringen.

## Bekanntes Zitat
„Der Partnerlook ist die Sichtbarmachung der Enteierung des Mannes.“ - Wiglaf Droste, Stuttgarter Nachrichten Nr. 92/2008 vom 19. April 2008, S. 45.